# Identité hypergéométrique
Une identité hypergéométrique est un résultat sur des sommes de termes d'une série hypergéométrique. De telles identités apparaissent fréquemment dans des problèmes de combinatoire et d'analyse d'algorithme. Les premières identités ont été trouvées à la main par des mathématiciens comme Carl Friedrich Gauss ou Ernst Kummer. Maintenant, l'objectif est d'obtenir des algorithmes qui automatisent les démonstrations de ces égalités.
La liste des identités hypergéométriques est parfois appelée liste de Bailey à la suite de l'ouvrage de Wilfrid Norman Bailey (en).
Une technique de certification automatique de ces identités utilise des couples de fonctions appelés paires de Wilf-Zeilberger,; un exemple d’identité hypergéométrique obtenue par cette méthode est :
{\displaystyle \sum _{k=0}^{\infty }(-1)^{k}{n \choose k}{2k \choose k}4^{n-k}={2n \choose n}.}

## Automatisation de la preuve
La preuve automatisée se fait en deux étapes : 
- trouver une expression simple de la somme hypergéométrique, dans le meilleur des cas une forme close ;
- montrer rigoureusement (par des suites de transformations élémentaires) que cette expression est bien égale à la somme initiale.

Pour chaque type de somme hypergéométrique, il existe de nombreuses méthodes pour trouver une expression simple. Certaines de ces méthodes offrent démontrent l'égalité. On peut citer :
- pour les sommes définies : la méthode de sœur Celine, mise en valeur par Doron Zeilberger et Herbert Wilf ;
- pour les sommes indéfinies : l'algorithme de Gosper.

Les méthodes employées font souvent appel à des résultats du calcul formel.